# Seninghem
Seninghem [sənɛ̃ɡɑ̃] est une commune française située dans le département du Pas-de-Calais en région Hauts-de-France.
La commune fait partie de la communauté de communes du Pays de Lumbres qui regroupe 36 communes et compte 24 187 habitants en 2021.
Le territoire de la commune est situé dans le parc naturel régional des Caps et Marais d'Opale.

## Géographie

### Localisation
Localisée dans le nord-est du département du Pas-de-Calais, Seninghem est une commune située, à vol d'oiseau, à 6 km à l'ouest de la commune de Lumbres et à 17 km au sud-ouest de la commune de Saint-Omer (aire d'attraction et chef-lieu d'arrondissement).
Le territoire de la commune est limitrophe de ceux de neuf communes.
Les communes limitrophes sont Bouvelinghem, Bléquin, Acquin-Westbécourt, Affringues, Bayenghem-lès-Seninghem, Coulomby, Lottinghen, Nielles-lès-Bléquin et Quesques.

### Géologie et relief
La superficie de la commune est de 15,15 km2 ; son altitude varie de 65  à   209 mètres.

### Hydrographie
Le territoire de la commune est situé dans le bassin Artois-Picardie.
C'est dans la commune que l'Urne-à-l'Eau, cours d'eau naturel non navigable de 5,12 km, prend sa source et se jette dans le Bléquin au niveau de la commune de Lumbres.

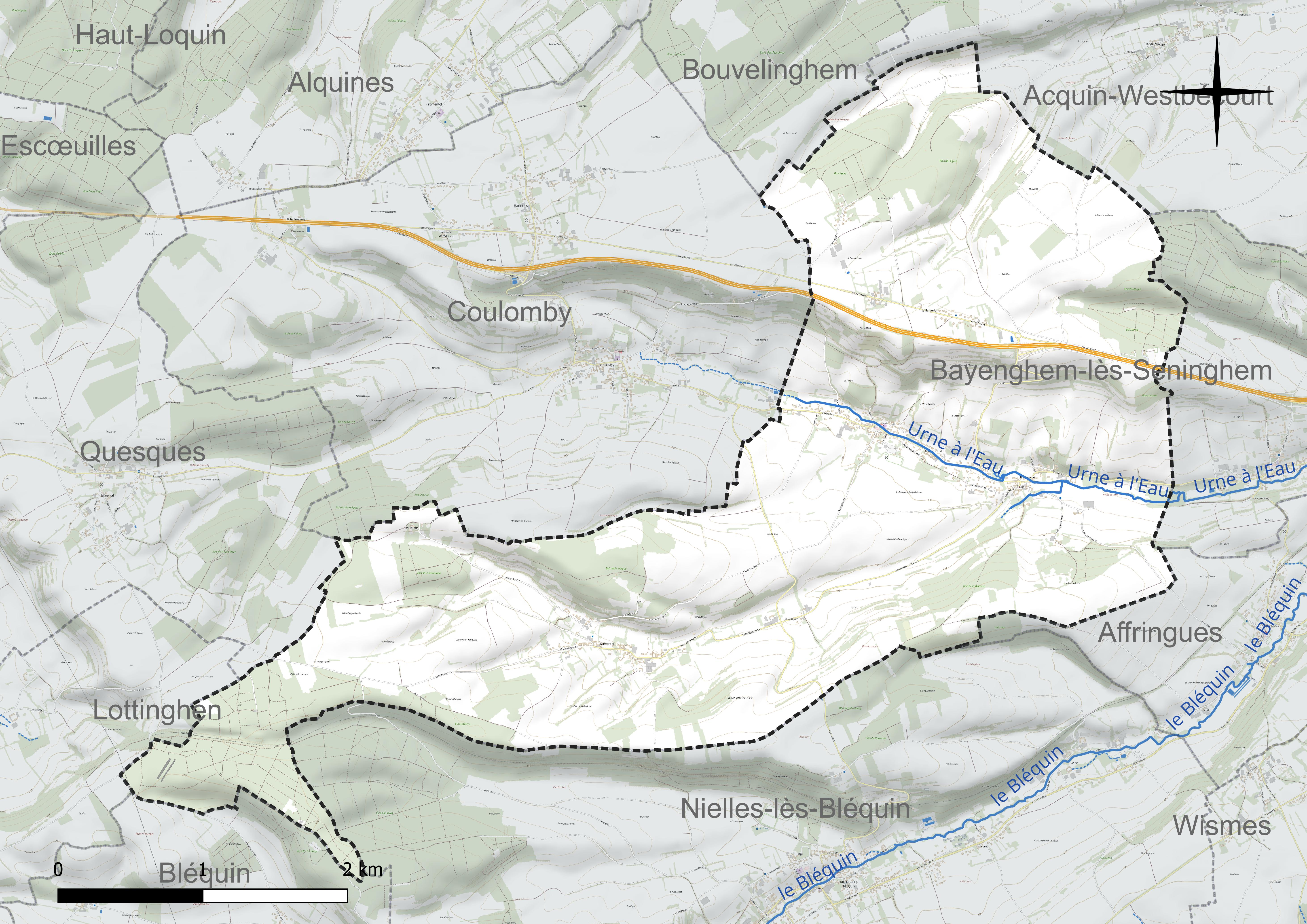
Réseau hydrographique de Seninghem.

### Climat
Pour des articles plus généraux, voir Climat des Hauts-de-France et Climat du Pas-de-Calais.
En 2010, le climat de la commune est de type climat océanique franc, selon une étude du CNRS s'appuyant sur une série de données couvrant la période 1971-2000. En 2020, Météo-France publie une typologie des climats de la France métropolitaine dans laquelle la commune est exposée à un climat océanique et est dans la région climatique Côtes de la Manche orientale, caractérisée par un faible ensoleillement (1 550 h/an) ; forte humidité de l’air (plus de 20 h/jour avec humidité relative > 80 % en hiver), vents forts fréquents.
Pour la période 1971-2000, la température annuelle moyenne est de 10,1 °C, avec une amplitude thermique annuelle de 13 °C. Le cumul annuel moyen de précipitations est de 889 mm, avec 13,3 jours de précipitations en janvier et 8,6 jours en juillet. Pour la période 1991-2020, la température moyenne annuelle observée sur la station météorologique la plus proche, située sur la commune de Nielles-lès-Bléquin à 3 km à vol d'oiseau, est de 10,6 °C et le cumul annuel moyen de précipitations est de 976,9 mm,. Pour l'avenir, les paramètres climatiques de la commune estimés pour 2050 selon différents scénarios d'émission de gaz à effet de serre sont consultables sur un site dédié publié par Météo-France en novembre 2022.
| Mois                                  | jan.           | fév.           | mars          | avril         | mai           | juin          | jui.          | août          | sep.          | oct.          | nov.          | déc.          | année      |
| ------------------------------------- | -------------- | -------------- | ------------- | ------------- | ------------- | ------------- | ------------- | ------------- | ------------- | ------------- | ------------- | ------------- | ---------- |
| Température minimale moyenne (°C)     | 1,8            | 1,9            | 3,5           | 5,5           | 8,1           | 10,9          | 12,9          | 13,2          | 11            | 8,6           | 5,3           | 2,8           | 7,1        |
| Température moyenne (°C)              | 4              | 4,4            | 6,7           | 10            | 12,6          | 15,3          | 17,5          | 17,7          | 15,1          | 11,7          | 7,7           | 5,1           | 10,6       |
| Température maximale moyenne (°C)     | 6,3            | 7              | 10            | 14,4          | 17            | 19,7          | 22,2          | 22,2          | 19,2          | 14,8          | 10,1          | 7,3           | 14,2       |
| Record de froid (°C) date du record   | −12,2 18.01.13 | −14,4 04.02.12 | −6,9 01.03.18 | −2,6 07.04.08 | −0,1 14.05.10 | 3,6 14.06.12  | 6,6 01.07.08  | 7,5 24.08.14  | 4,7 29.09.22  | −0,3 23.10.07 | −6,2 29.11.10 | −9,5 18.12.10 | −14,4 2012 |
| Record de chaleur (°C) date du record | 15 01.01.22    | 17,4 24.02.21  | 23,1 31.03.21 | 25 19.04.18   | 27,3 21.05.20 | 32,8 21.06.17 | 40,8 25.07.19 | 35,5 09.08.20 | 32,1 05.09.13 | 28,3 01.10.11 | 21,2 01.11.15 | 15 19.12.15   | 40,8 2019  |
| Précipitations (mm)                   | 88,9           | 78,4           | 68,9          | 43,6          | 58,1          | 58,1          | 67            | 85,5          | 78,3          | 100,9         | 127,4         | 121,8         | 976,9      |

### Paysages
Pour un article plus général, voir Paysage en France.
La commune s'inscrit à la jonction de deux paysages régionaux tels qu’ils sont définis dans l’atlas de paysages de la région Nord-Pas-de-Calais, conçu par la direction régionale de l'Environnement, de l'Aménagement et du Logement (DREAL), :
- les « paysages des hauts plateaux artésiens », qui concernent 77 communes du Pas-de-Calais, se situent à l'extrémité ouest des collines de l'Artois qui traversent le Pas-de-Calais d'Arras au Boulonnais. L'altitude de ces paysages dépassent les 180 mètres. Ces dimensions sont modestes, d'une quinzaine de kilomètres du sud-est au nord-ouest et d'une vingtaine de kilomètres dans sa dimension la plus grande[12].

Ces « paysages des hauts plateaux artésiens », appelés aussi « Haut Artois », se caractérisent par trois ensembles écopaysagers :
- - l'ensemble mésophile ouvert du plateau artésien calcaire ;
  - l'ensemble alluvial des fonds de vallée de la Lys et de l'Aa ;
  - l'ensemble calcicole des versants calcaires des vallées[12].

Le « Haut Artois » dispose d'une importante densité de corridors biologiques bien interconnectés.
Dans le « Haut Artois », pas de villes, c'est une des rares terres rurales de la région, les communes les plus importantes sont, du nord au sud, Lumbres, Fauquembergues et Fruges. Le « Haut Artois », drainé par l'Aa et la Lys, constitue le sommet de l'anticlinal artésien, paysage ventée, froid et aux précipitations importantes qui en font le château d'eau régional.
Leș cultures représentent environ 60 % des sols, les prairies entre 26 et 27 %, les bois de 5 à 8 % et les villages et bourgs de 5 à 8 %, l'industrie y est peu présente ;
- les « paysages des coteaux calaisiens et du pays de Licques » concernent 56 communes du Pas-de-Calais. Ces paysages s'étendent sur environ 30 km de long (est-ouest) et 15 km de large (nord-sud) et présentent deux sous-ensembles : les coteaux calaisiens au nord et le pays de Licques au sud. Les altitudes de ces paysages varient de 206 m dans le Pays de Licques, à 120 m dans l’ouest des coteaux Calaisiens, près de Guînes, et à 10 m dans l'est, près d'Audruicq[13].

Ces paysages recouvrent trois entités écopaysagères : les collines guînoises qui constituent le rebord septentrional de l'Artois, l'entité de Bredenarde qui appartient à la plaine maritime flamande, et la cuvette de Licques. Ils sont constitués de 59,70 % de cultures, de 17,30 % de forêts, de 15,11 % de prairies naturelles, permanentes, de 7,45 % d'espaces artificialisés, avec les quatre principales communes que sont Audruicq, Ardres, Guînes et Licques, de 0,27 % d'industries, et de 0,18 % de cours d'eau et plan d'eau.
Les éléments structurants de ces paysages sont la LGV Nord et l'A26, la rivière la Hem qui coule du sud vers le nord-est, les escarpements sur les coteaux du Calaisis et autour du pays de Licques et, d'ouest en est, les différents boisements comme la forêt de Guînes, le bois de l'Abbaye, la forêt de Tournehem et une partie de la forêt d'Éperlecques.

### Milieux naturels et biodiversité

#### Espaces protégés
La protection réglementaire est le mode d’intervention le plus fort pour préserver des espaces naturels remarquables et leur biodiversité associée.
Dans ce cadre, la commune fait partie de deux espaces protégés : 
- le parc naturel régional des Caps et Marais d'Opale, d’une superficie de 132 499 hectares réparties sur 154 communes, géré par le syndicat mixte d'aménagement et de gestion du parc naturel régional des Caps et Marais d'Opale[15] ;
- le rando-rail de Nielles-lès-Bléquin, d’une superficie de 34,484 hectares. Terrain géré (location, convention de gestion) par le Conservatoire d'espaces naturels des Hauts-de-France[16].

#### Zones naturelles d'intérêt écologique, faunistique et floristique
L’inventaire des zones naturelles d'intérêt écologique, faunistique et floristique (ZNIEFF) a pour objectif de réaliser une couverture des zones les plus intéressantes sur le plan écologique, essentiellement dans la perspective d’améliorer la connaissance du patrimoine naturel national et de fournir aux différents décideurs un outil d’aide à la prise en compte de l’environnement dans l’aménagement du territoire.
Le territoire communal comprend trois ZNIEFF de type 1 :
- le coteau de Seninghem. Cette ZNIEFF située en contrebas de la N 942 s'étend sur une mince bande de terre en dévers formant un coteau s’élevant de près de 100 mètres au-dessus de la vallée et est constituée de coteaux pâturés[17] ;
- le complexe de vallées sèches et de bois autour de Bouvelinghem. Cette vaste ZNIEFF, d'une superficie de 1 355 hectares, au relief vallonné a les caractéristiques des collines crayeuses du Haut Artois[18].
- la vallée du Bléquin de Nielles à Affringues. Site formé par des coteaux crayeux, constitués d’une craie marneuse datant d’environ 90 millions d’années. L’érosion du plateau crayeux a donné naissance à cette vallée[19].

et deux ZNIEFF de type 2 :
- la vallée du Bléquin et les vallées sèches adjacentes au ruisseau d’Acquin. Cette ZNIEFF se situe sur les marges septentrionales du Haut-Pays d’Artois, en bordure des cuestas du Boulonnais et du pays de Licques[20] ;
- la cuesta du Boulonnais entre Neufchâtel-Hardelot et Colembert. Cette ZNIEFF marque la séparation entre les terrains du Jurassiques du Bas-Boulonnais et les plateaux crayeux des hautes terres Artésiennes[21].

Carte des ZNIEFF de type 1 et 2 sur la commune
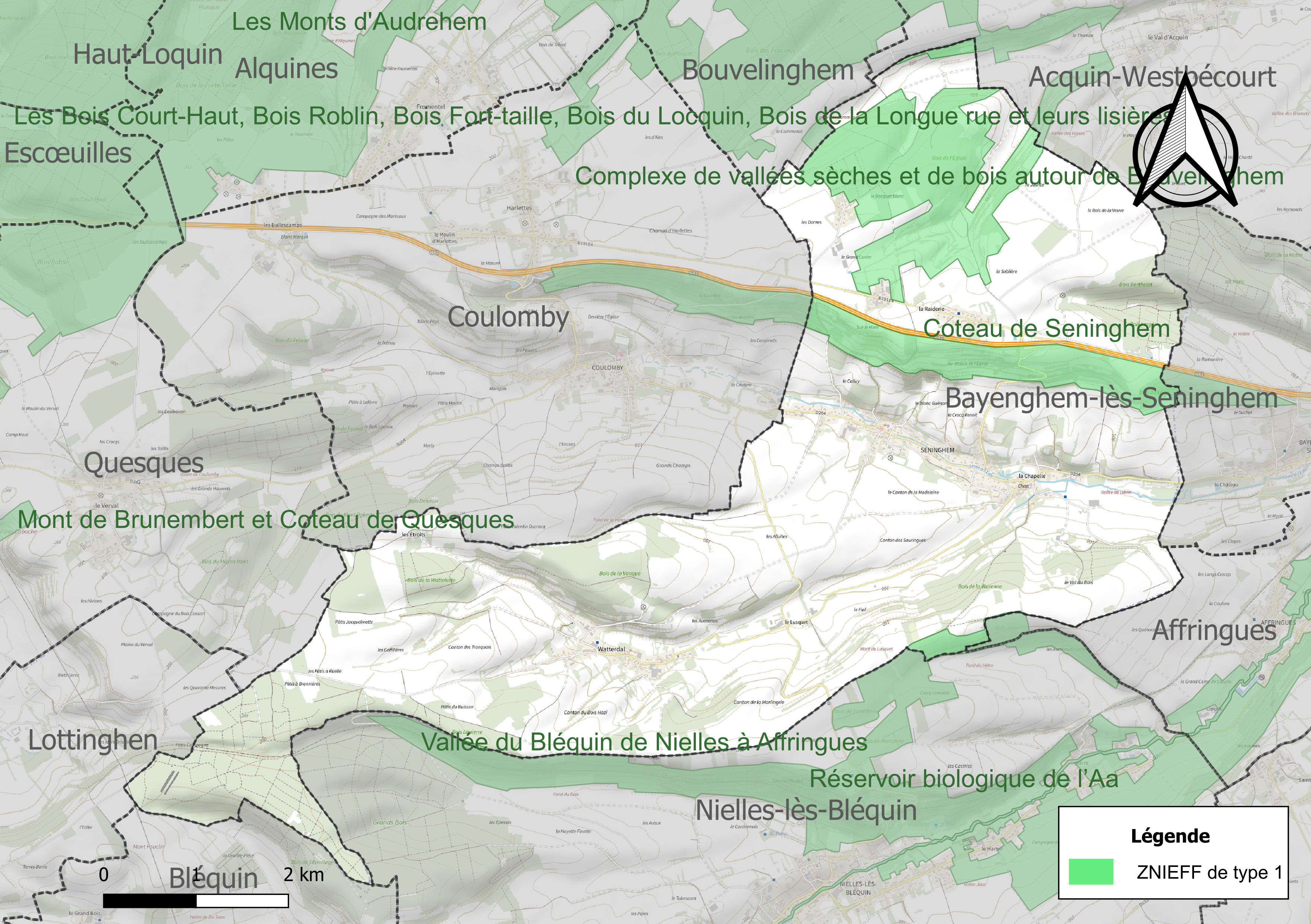
Carte des ZNIEFF de type 1 sur la commune.
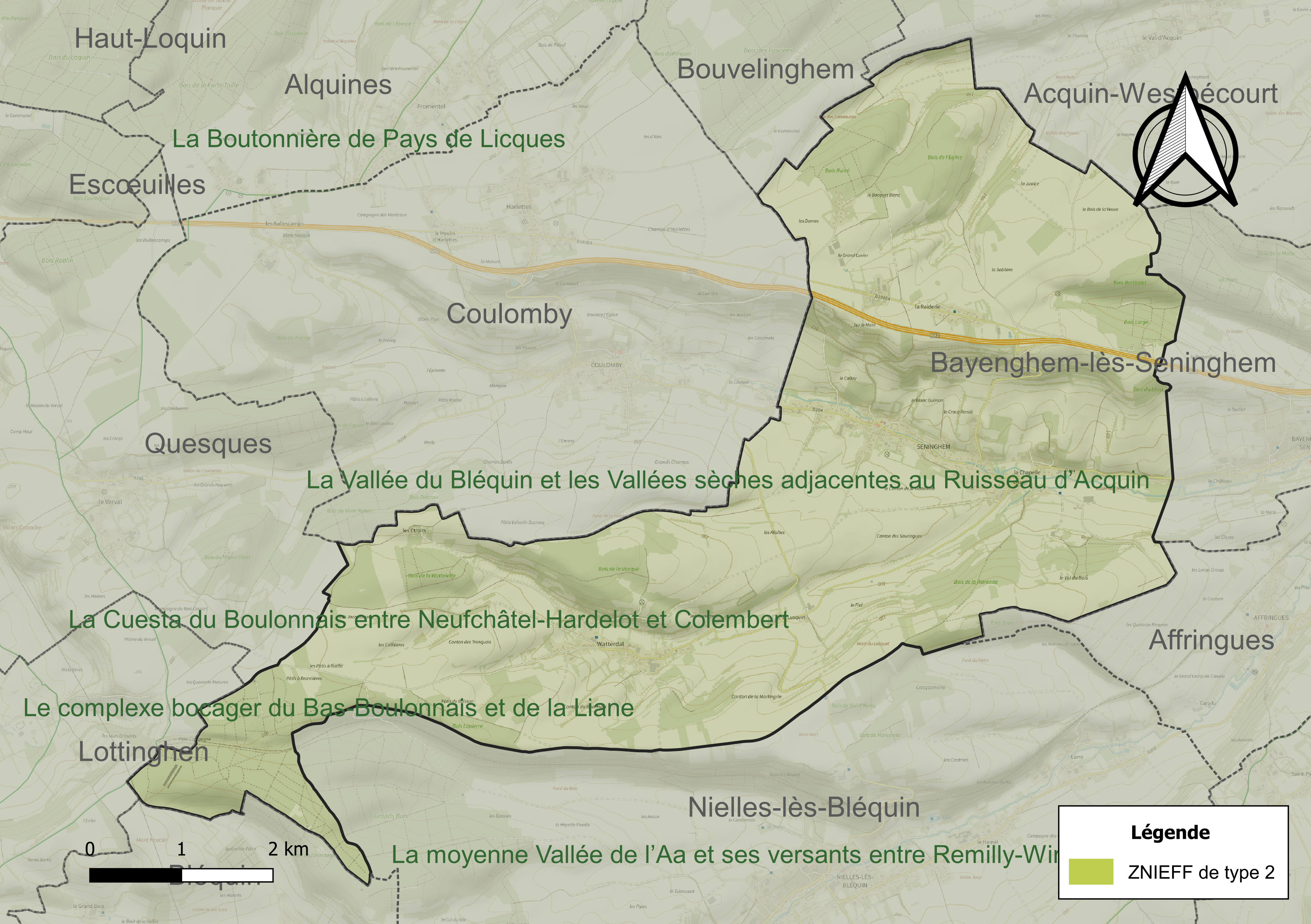
Carte des ZNIEFF de type 2 sur la commune.

## Urbanisme

### Typologie
Au 1er janvier 2024, Seninghem est catégorisée commune rurale à habitat dispersé, selon la nouvelle grille communale de densité à sept niveaux définie par l'Insee en 2022.
Elle est située hors unité urbaine. Par ailleurs la commune fait partie de l'aire d'attraction de Saint-Omer, dont elle est une commune de la couronne,. Cette aire, qui regroupe 79 communes, est catégorisée dans les aires de 50 000 à moins de 200 000 habitants,.

### Occupation des sols
L'occupation des sols de la commune, telle qu'elle ressort de la base de données européenne d’occupation biophysique des sols Corine Land Cover (CLC), est marquée par l'importance des territoires agricoles (79,3 % en 2018), une proportion sensiblement équivalente à celle de 1990 (79,9 %). La répartition détaillée en 2018 est la suivante : 
terres arables (46,8 %), prairies (32,5 %), forêts (18 %), zones urbanisées (2,6 %). L'évolution de l’occupation des sols de la commune et de ses infrastructures peut être observée sur les différentes représentations cartographiques du territoire : la carte de Cassini (XVIIIe siècle), la carte d'état-major (1820-1866) et les cartes ou photos aériennes de l'IGN pour la période actuelle (1950 à aujourd'hui).

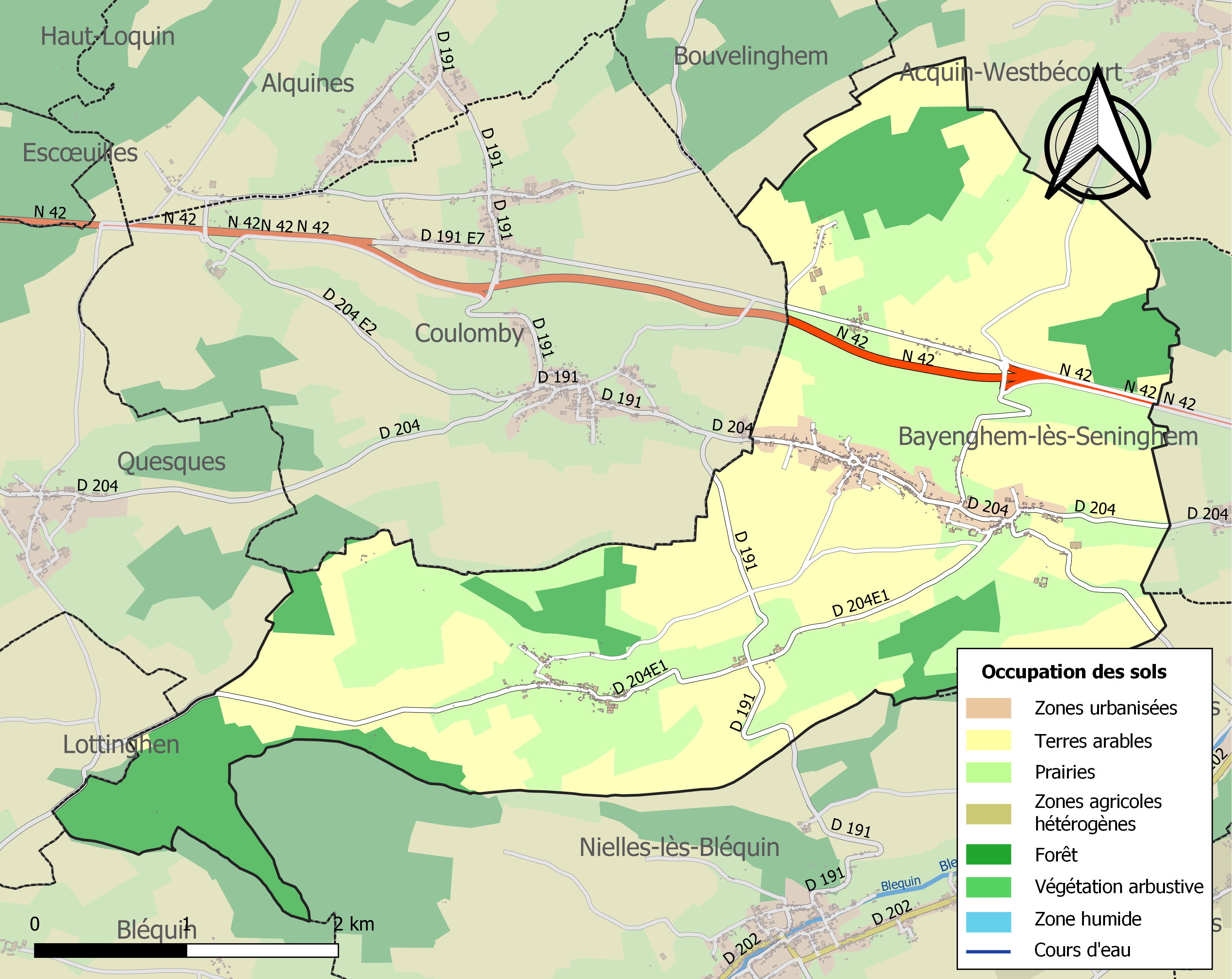
Carte des infrastructures et de l'occupation des sols de la commune en 2018 (CLC).

### Risques naturels et technologiques

#### Risque inondation
À la suite du passage des tempêtes Ciarán, Domingos et Elisa et des inondations et coulées de boue qui se sont produites, la commune est reconnue, par arrêté du 14 novembre 2023, en état de catastrophe naturelle pour inondations et coulées de boue sur la période du 2 au 12 novembre 2023, comme 179 autres communes du département.

## Toponymie
Le nom de la localité est attesté sous les formes Sinningahem ou Siningahem (668-877), Siningehem (1091), Seningaham (1127), Siniggahem (1132), Sininghehem (v. 1136), Sinenghem et Sinninghem (1157), Sinnighem et Sininghem (1166-1173), Seninghem (1173), Sinighem (1182), Sinnigehem (v. 1183), Sinniggehem (1189), Sinningeem (1191), Sinnenghem (1193), Seningkehem (1199), Seningeham (1211), Sennigeham et Seninghehem (1218), Seningham et Seningueam (1220), Zininghem (1227), Seningehem (1228), Sinninghem (1231), Sallingheam (1239), Selingueham et Sellingueham (1240), Selinghaam (1268), Senighehem (1286), Selinguehan (1323-1324), Zinighem et Seninguehem (XIVe siècle), Sequincgehen (1507), Seninguhen (1670).
Viendrait de l'anthroponyme germanique Sinno suivi de -ingen « peuple (de) » + heim « demeure, domaine (de) », donnant « domaine du peuple de Sinno ».

## Histoire
Histoire de Seninghem.
La première mention connue de Sinningahem date de 668.
Le domaine correspondant était inclus dans la donation de Gontbert à l'abbaye Saint-Bertin de Saint-Omer en 827.

### XIIesiècle
Une branche de la famille de Seninghem, appelée à l'époque Sinneghem, va s'installer dans la châtellenie de Bourbourg. Ils sont retrouvés un temps en tant que seigneurs de Ravensberghe et en tant que détenteurs de la seigneurie de Zinneghem
L'ergotisme ravage la population au début du siècle.
Le dimanche 28 mai 1105, jour de la Pentecôte, à l'aube, l'évêque d'Arras Lambert de Guînes et deux ménestrels - Pierre Norman de Saint-Pol-sur-Ternoise et Itier du Brabant (originaire de Bruxelles) - assistent à une apparition de la Vierge.
Le 14 avril 1127, Étienne de Seninghem, présent à Saint-Omer lorsque le comte de Flandre Guillaume Cliton confirme les lois et coutumes de la ville, jure d'observer celles-ci.
En 1190, Philippe d'Alsace, comte de Flandre et de Vermandois, confirme la donation d'une terre située à Nieuport (nouveau port) dans la paroisse de Saint-Willebrord, (Gravelines), donation à l'abbaye de Bourbourg faite par Jean de Sinengehem, fils d'Étienne

### XIIIesiècle
En 1206, Ither, abbé de l'abbaye Saint-Médard d'Andres, Jean de Seninghem, Gérard de Renescure, sont désignés arbitres d'un litige entre l'abbaye de Saint-Bertin et Guillaume de Billeke (de Tilques) au sujet d'un droit de juridiction sur une terre (l'abbaye avait le privilège d'exercer la juridiction sur les terres dépendant d'elle, ce qui était source de nombreux litiges avec les seigneurs locaux).
Le seigneur accorda en 1233 à l'abbaye de Saint-Bertin de Saint-Omer des redevances en grains à prendre dans ses granges de Seninghem à la charge de services pieux.
En 1239, la ville relevait de Robert Ier d'Artois qui, en 1240, reçut l'hommage pour le château et quatre charrues de terre qui cessèrent alors de relever de St Bertin. Le hameau de Watterdal était en 1240 une sénéchaussée qui relevait du même comte d'Artois.
Dans les années 1239 et 1240, Elnard de Seninghem était vassal du comte d'Artois dont il tenait en fief Seninghem et son château[Lequel ?], Watredale, Quiercamp, Bléquin (y compris la forteresse) et vingt-neuf fiefs, ses nouveaux manoirs de Ribemont et Wattringhem, plusieurs bois, cinq cents mesures de terre, Ledinghem avec des moulins et vingt-sept fiefs.
Elnard de Seninghem a participé à la première croisade (septième croisade) menée par Saint Louis en 1248-1249.

### XIVesiècle
En 1320, quelques habitants ayant insulté des bourgeois de Saint-Omer, la commune en demanda réparation et ne put l'obtenir ; elle marcha en armes contre Seninghem et usa contre le bourg du droit d'arsin ; plusieurs maisons furent livrées aux flammes.
En 1356, Jean de Seninghem portait pour armoiries le caractéristique quinte-feuilles.

### XVesiècle
Philippe de Croÿ[Lequel ?] possédait cette terre en 1475 ; le village appartenait déjà à la famille en 1438.

### XVIesiècle
Les Français s'emparèrent du château en 1595.
Ce bourg avait titre de comté et il s'y tenait, le jour de la saint-Denis Denis, un franc marché important.

### XVIIesiècle
La chapelle Notre-Dame des Ardents date de 1604.
La construction de l'église Saint-Martin remonte à 1619.
En 1659, le comté est rattaché au royaume de France.

### XVIIIesiècle
De la famille de Croÿ, la seigneurie était passée dans la famille de Ligne. En 1789, elle appartenait au comte de La Tour St Quentin[Qui ?].

## Politique et administration

### Découpage territorial
La commune se trouve dans l'arrondissement de Saint-Omer du département du Pas-de-Calais.

#### Commune et intercommunalités
La commune est membre de la communauté de communes du Pays de Lumbres.

#### Circonscriptions administratives
La commune est rattachée au canton de Lumbres.

#### Circonscriptions électorales
Pour l'élection des députés, la commune fait partie de la sixième circonscription du Pas-de-Calais.

### Élections municipales et communautaires

#### Liste des maires
| Période                                  | Période                    | Identité          | Étiquette | Qualité                                                                                           |
| ---------------------------------------- | -------------------------- | ----------------- | --------- | ------------------------------------------------------------------------------------------------- |
| Les données manquantes sont à compléter. |                            |                   |           |                                                                                                   |
| avant 1981                               | ?                          | Lucien Ducrocq    |           |                                                                                                   |
| mars 2001                                | 2008                       | Albert Sauvage    |           |                                                                                                   |
| mars 2008                                | En cours (au 7 avril 2022) | Christian Tellier |           | Retraité de l'Éducation nationale Réélu pour le mandat 2014-2020, Réélu pour le mandat 2020-2026, |

## Équipements et services publics

### Espaces publics
La commune est labellisée « 1 fleur » au concours des villes et villages fleuris.

## Population et société

### Démographie

#### Évolution démographique
L'évolution du nombre d'habitants est connue à travers les recensements de la population effectués dans la commune depuis 1793. Pour les communes de moins de 10 000 habitants, une enquête de recensement portant sur toute la population est réalisée tous les cinq ans, les populations de référence des années intermédiaires étant quant à elles estimées par interpolation ou extrapolation. Pour la commune, le premier recensement exhaustif entrant dans le cadre du nouveau dispositif a été réalisé en 2004.

En 2022, la commune comptait 686 habitants, en évolution de −6,92 % par rapport à 2016 (Pas-de-Calais : −0,72 %, France hors Mayotte : +2,11 %).
| 1793 | 1800 | 1806 | 1821 | 1831 | 1836 | 1841 | 1846 | 1851 |
| ---- | ---- | ---- | ---- | ---- | ---- | ---- | ---- | ---- |
| 476  | 514  | 634  | 633  | 683  | 647  | 685  | 672  | 678  |

| 1856 | 1861 | 1866 | 1872 | 1876 | 1881 | 1886 | 1891 | 1896 |
| ---- | ---- | ---- | ---- | ---- | ---- | ---- | ---- | ---- |
| 674  | 658  | 669  | 655  | 650  | 682  | 714  | 671  | 612  |

| 1901 | 1906 | 1911 | 1921 | 1926 | 1931 | 1936 | 1946 | 1954 |
| ---- | ---- | ---- | ---- | ---- | ---- | ---- | ---- | ---- |
| 608  | 572  | 566  | 467  | 504  | 448  | 486  | 506  | 479  |

| 1962 | 1968 | 1975 | 1982 | 1990 | 1999 | 2004 | 2006 | 2009 |
| ---- | ---- | ---- | ---- | ---- | ---- | ---- | ---- | ---- |
| 462  | 455  | 467  | 445  | 508  | 519  | 544  | 555  | 641  |

| 2014 | 2019 | 2022 | - | - | - | - | - | - |
| ---- | ---- | ---- | - | - | - | - | - | - |
| 722  | 693  | 686  | - | - | - | - | - | - |

#### Pyramide des âges
En 2018, le taux de personnes d'un âge inférieur à 30 ans s'élève à 35,5 %, soit en dessous de la moyenne départementale (36,7 %). De même, le taux de personnes d'âge supérieur à 60 ans est de 20,0 % la même année, alors qu'il est de 24,9 % au niveau départemental.
En 2018, la commune comptait 362 hommes pour 346 femmes, soit un taux de 51,13 % d'hommes, largement supérieur au taux départemental (48,50 %).
Les pyramides des âges de la commune et du département s'établissent comme suit.
| Hommes | Classe d’âge | Femmes |
| ------ | ------------ | ------ |
| 0,6    | 90 ou +      | 1,5    |
| 4,8    | 75-89 ans    | 7,1    |
| 13,0   | 60-74 ans    | 13,3   |
| 23,7   | 45-59 ans    | 23,3   |
| 20,3   | 30-44 ans    | 21,5   |
| 15,3   | 15-29 ans    | 16,5   |
| 22,3   | 0-14 ans     | 16,8   |

| Hommes | Classe d’âge | Femmes |
| ------ | ------------ | ------ |
| 0,5    | 90 ou +      | 1,6    |
| 5,6    | 75-89 ans    | 8,9    |
| 16,7   | 60-74 ans    | 18,1   |
| 20,2   | 45-59 ans    | 19,2   |
| 18,9   | 30-44 ans    | 18,1   |
| 18,2   | 15-29 ans    | 16,2   |
| 19,9   | 0-14 ans     | 17,9   |

## Culture locale et patrimoine

### Lieux et monuments
- L'église Saint-Martin de 1619
- Les arches de 1751
- Le monument aux morts rénové en novembre 2013
- La chapelle Notre-Dame des Ardents de 1604
- La chapelle Notre-Dame des Fièvres de 1821
- Le pont
- Le puits
- La motte féodale

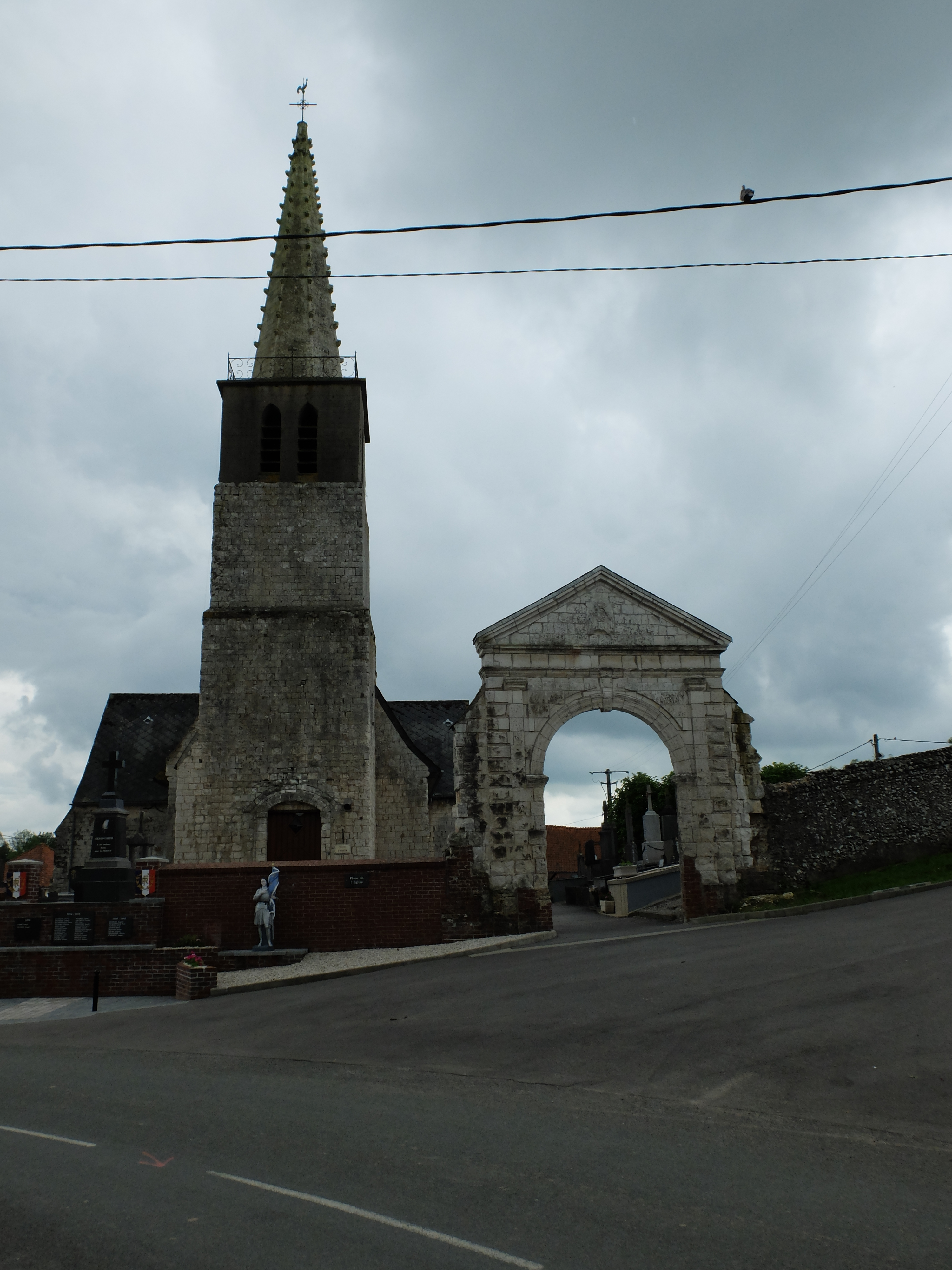
L'église
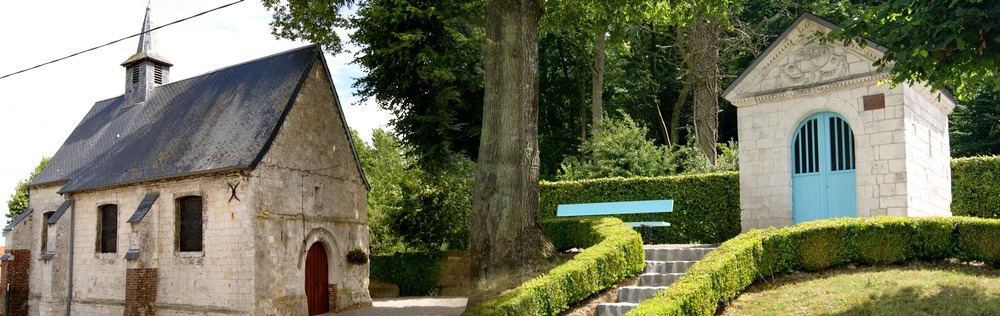
Chapelles N.-D. des Ardents et N.-D. des Fièvres
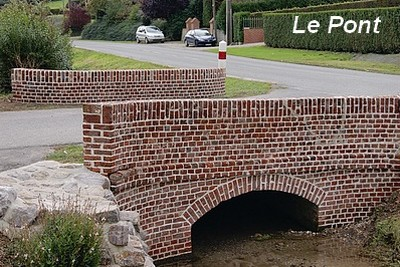
Le pont
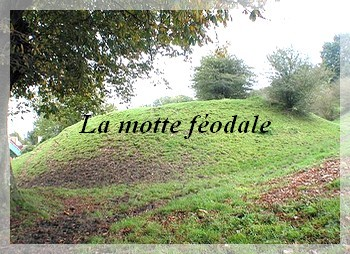
La motte féodale
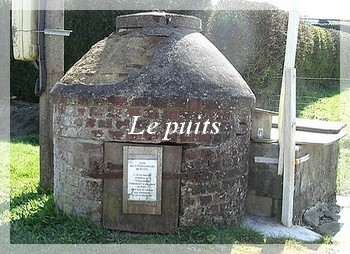
Le puits
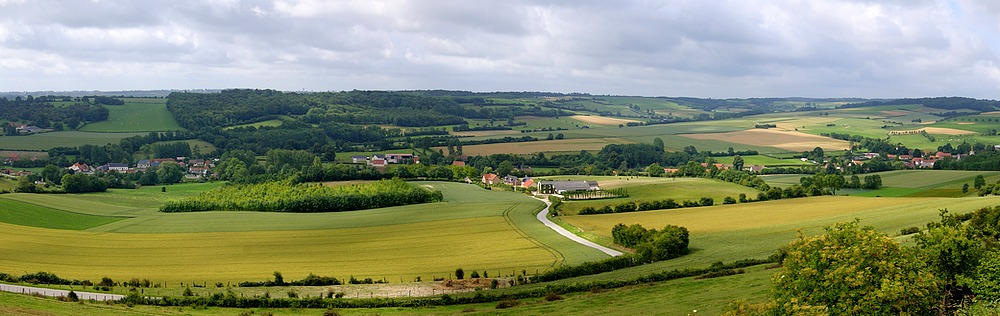
Vue du belvédère

### Héraldique
| Blason de Seninghem | Blason  | D'argent à la quintefeuille de gueules boutonnée d'or. |
| Blason de Seninghem | Détails | Inspiré des armes de la famille de Seninghem, qui donna les premiers seigneurs connus du lieu, et qui portait : « de gueules à la quintefeuille d'argent ». Adopté par la municipalité. |

## Pour approfondir